# Ploypailin Mahidol Jensen
Ploypailin Mahidol Jensen, även känd som Khun Ploypailin, född 1981, är barnbarn till Kung Bhumibol och drottning Sirikit från Thailand. Hon är den äldsta dottern till prinsessan Ubolratana. Hon fick sitt namn bestämt av sin moster, prinsessan Maha Chakri Sirindhorn.
Hon avlade sin examen vid Purcell School i England och fortsatte sina studier i London School of Economics. Hon fick en kandidatexamen från University of California i San Diego och 2007 en Master of Business Administration vid MIT Sloan School of Management.